# Pridinol
Pridinol je centralno delujući relaksant mišića, koji se koristi za simptomatičko lečenje mišićnih spazama.
Zbog njegovog antimuskarinskog dejstva, on se takođe koristi u obliku hidrohloridne soli za tretman parkinsonovih bolesnika.

## Literatura
1. ↑  Vignaduzzo SE, Castellano PM, Kaufman TS (2010). „Development and validation of a dissolution test for meloxicam and pridinol mesylate from combined tablet formulation”. Indian Journal of Pharmaceutical Sciences. 72 (2): 197—203. PMC 2929778 . PMID 20838523. doi:10.4103/0250-474X.65033. Приступљено 19. 04. 2011.
2. ↑  „Medscape Network Log In”. Приступљено 19. 04. 2011.
3. ↑  „PridinolL - National Library of Medicine HSDB Database”. Приступљено 19. 04. 2011.

## Spoljašnje veze
|  | Molimo Vas, obratite pažnju na važno upozorenje u vezi sa temama iz oblasti medicine (zdravlja). |